# Martin Hederos
Martin Hederos, född 30 juni 1972 i Karlstad, är en svensk musiker. Han har arbetat som musiker på heltid sedan 1996 och var bland annat med om att grunda The Soundtrack of Our Lives, där han spelade klaviatur tills de lade ner 2012. 2023 började The Soundtrack of Our Lives igen och sen dess spelar han med dem igen. Sedan 2010 spelar han i bandet Tonbruket. Hederos har släppt skivor med flera band, bland annat konstellationerna Hederos & Hellberg och Nina Ramsby & Martin Hederos. 2018 bildade han Hederosgruppen som 2022 erhöll Gyllene skivan för albumet Ståplats. Han har även spelat med bland andra Anna Ternheim, Weeping Willows, Johnossi, Stefan Sundström, Sofia Karlsson och Ulf Lundell.
Hederos har tonsatt Marit Kaplas bok Osebol. Under 2019 turnerade de med föreställningen Osebol - En föreställning om en by. I september 2020 gavs musiken ut på albumet Osebol, musiken. En ny turné med föreställningen är planerad under 2021.
Martin Hederos har, tillsammans med Irya Gmeyner, skrivit musik till film och TV-serier. År 2019 och 2022 tilldelades duon Ria-priset för bästa musik till SVT-serien Systrar 1968 respektive Tunna blå linjen säsong 1. Inför Guldbaggegalan 2023 nominerades duon till Guldbaggen för bästa originalmusik för musiken till långfilmen Comedy Queen.

## Hederos band
- Hederos & Hellberg
- Nymphet Noodlers
- Nina Ramsby & Martin Hederos
- The Soundtrack of Our Lives
- Thunder Express
- Tonbruket
- Hederosgruppen

## Diskografi
- 2017 – Piano Solos – Sally Wiola Sessions, Vol. I[8]
- 2019 – Era spår[1]
- 2020 – Osebol, musiken[4]

## Priser och utmärkelser
- 2019 – Region Värmlands Frödingstipendium.[2]
- 2020 – Grammis för Era spår (i kategorin "Årets jazz")[9][10]